# Адам Џоунс (рагбиста)
Адам Џонс (енгл. Adam Jones; 8. март 1981) велшански је рагбиста који тренутно игра за енглески рагби тим Харлеквинс.

## Биографија
Висок 123 цм и тежак 120кг, Џонс је каријеру започео у Нет РФК 2000. а 2003. прешао је у најуспешнији велшански тим Оспрејс у Про 12. За Оспрејсе Џонс је одиграо 195 утакмица и постигао 3 есеја. Сезону 2014-2015 Адам Џонс је провео у тиму Кардиф Блуз, а онда је прешао у енглески премијерлигаш Харлеквинс. За репрезентацију Велса Адам Џонс је одиграо 95 утакмица и постигао два есеја. Са Велсом је Џонс освојио 4 титуле Куп шест нација. 2009. и 2013. Џонс је са екипом Британски и ирски лавови ишао на турнеје по Јужној Африци и Аустралији. Адам Рис Џонс игра на позицији број 3 - стуб (енгл. Tighthead prop).